# RVV
Pour les articles homonymes, voir RVV (homonymie).
RVV était une radio privée française associative de catégorie B qui a été créée à Épinal en 1982.

## Histoire
Radio Vallées Vosges, voulue par la municipalité d'Épinal est apparue dans la cité spinalienne en 1982.
En 1983, RVV obtient le soutien financier de la ville et s'associe au quotidien L'Est républicain.
Un an plus tard, l'Association pour le développement de l'information radiophonique sur Épinal et ses environs (ADIRE) est créée ; elle finance les journalistes de la station. La ville mettra à disposition de la radio, les locaux de la maison du Mont Carmel.
Elle finance également les salaires des deux postes d'animateurs.
RVV devient rapidement la radio ayant le plus d'auditeurs dans l'agglomération spinalienne. Fin des années 1980, elle connait une désaffection des bénévoles et des pressions venant des réseaux nationaux s'implantant dans la région. Elle fait néanmoins résistance grâce à sa grande notoriété. Pour l'actualité, elle fait appel aux services de l'AFP Audio afin de renforcer sa grille.
En 1995, le CSA lui refuse l’extension de sa zone de diffusion à Vittel et Saint-Dié, et ne lui propose que Neufchâteau. Devant les difficultés techniques qu'engendrerait néanmoins un développement aussi limité, la radio refuse et reste cantonnée à l'agglomération spinalienne.
Dans le même temps, deux autres radio commerciales (Magnum et Europe 2) sont autorisées dans sa zone de diffusion, grignotant ainsi un marché publicitaire déjà fragile. Les difficultés financières apparaissent alors rapidement, d'autant plus que la municipalité, épinglée par la chambre régionale des comptes n'est plus en mesure de subventionner la radio.
En 1997, elle prend la franchise Fun Radio pour devenir Fun Radio Vosges et proposer quatre heures de décrochages locaux par jour. La station locale conserve 61 % des parts du capital de la société. La SERC (Fun Radio) a versé 500 000 FRF pour éponger le passif de RVV.
Mais les ennuis financiers se poursuivent, le marché publicitaire local ne suffit plus à faire vivre simultanément plusieurs radios commerciales. D'autre part, la ville d'Épinal, qui met gracieusement un local municipal à disposition de la station pour son studio ne peut plus justifier que l'argent public issu de l'imposition des contribuables locaux serve à financer un groupe privé. Le Président de la station envisage de sortir du réseau Fun et de reprendre son indépendance mais la situation ne le permet plus et l'association gestionnaire de la station dépose son bilan en 1998. La SERC rachète alors totalement Fun Radio Vosges.
En 1999, Fun Radio met fin définitivement aux décrochages locaux et diffuse en passif.

## Chronologie
- Octobre 1981 : Création de l'association Radio Vallées Vosges.
- 18 mai 1982 : Lancement de Radio Vallées Vosges.
- 26 février 1984 : Autorisation d'émettre.
- 1984 : Création de l'ADIRE (Association pour le Développement de l'Information Radiophonique sur Épinal et ses Environs)
- 1990 : La concurrence commerciale fragilise la station.
- 6 novembre 1991 : Dissolution de l'ADIRE et réduction des informations à l'antenne.
- 1992 : Les deux animateurs professionnels ne sont plus payer.
- Septembre 1995 : Refus du CSA pour la création d'un réseau départemental mais relance l'autorisation sur Épinal pour cinq ans.
- 1996 : Abonnement à Sophia.
- 1997 : Après avoir tenté toutes les solutions pour garder son indépendance, elle s'associe à un réseau national.
- 1997 : Signature d'un accord de franchise avec Fun Radio, RVV devient Fun Radio Vosges.
- 1999 : Fun Radio reprend entièrement la station et diffuse intégralement son programme national en mode passif.